# Mauvesin de Senta Crotz
Mauvesin de Senta Crotz (en francès Mauvezin-de-Sainte-Croix) és un municipi francès, situat a la regió d'Occitània, departament de l'Arieja.